# 333 (szám)
A 333 (római számmal: CCCXXXIII) egy természetes szám.

## A szám a matematikában
A tízes számrendszerbeli 333-as a kettes számrendszerben 101001101, a nyolcas számrendszerben 515, a tizenhatos számrendszerben 14D alakban írható fel.
A 333 páratlan szám, összetett szám, kanonikus alakban a 32 · 371 szorzattal, normálalakban a 3,33 · 102 szorzattal írható fel. Hat osztója van a természetes számok halmazán, ezek növekvő sorrendben: 1, 3, 9, 37, 111 és 333.
Tizenegyszögszám.
A 333 négyzete 110 889, köbe 36 926 037, négyzetgyöke 18,24829, köbgyöke 6,93130, reciproka 0,0030030. A 333 egység sugarú kör kerülete 2092,30071 egység, területe 348 368,06776 területegység; a 333 egység sugarú gömb térfogata 154 675 422,1 térfogategység.